# Konečné řešení české otázky
Konečné řešení české otázky (německy: Endlösung der tschechischen Frage) je nacionálněsocialistický pojem pro germanizaci českomoravského prostoru. Na rozdíl od Konečného řešení židovské otázky nebylo záměrem nacistů všechny Čechy zlikvidovat, ale ty „vhodné“ germanizovat. V poněmčení českého obyvatelstva totiž nacisté spatřovali dlouhodobě jedinou možnost zajištění trvalé stability v tzv. srdci Říše. K hlavním a extrémním strůjcům germanizace české a moravské oblasti patřil Reinhard Heydrich. Rozhodující hledisko pro poněmčení českého národa spatřovali nacističtí předáci v rasové příbuznosti. „Česká krev“ byla protektorátními zákony chráněna před míšením se Židy, ale v žádostech o osobní průkazy museli protektorátní příslušníci uvádět také rodokmeny předků.
Obsazení Československa a zřízení Protektorátu Čechy a Morava znamenalo jednak rozhodující obrat v nacistické politice („Volkstumspolitik“), ale také nové pole působnosti. Poprvé se totiž jednalo o připojení oblasti, jejíž obyvatelstvo nebylo ve své většině německé národnosti, jak tomu bylo u Rakouska a Sudet. Statistika z března roku 1940 uváděla 7,25 milionu Čechů a 189 000 Němců, z tohoto počtu Němců žilo 101 000 v Čechách a 88 000 na Moravě. Nové území mělo být pomalu germanizováno a postupně „osídlováno“ cestou podpory zde dosud žijících Němců a současně přerozdělením české půdy tzv. Volksdeutschen. Na druhé straně existovaly plány SS, úřadu pro výživu (Reichsnährstand RNST), civilní správy (Zivilverwaltung) i Hitlera na zřízení tzv. německých územních mostů (deutsche Siedlungsbrücken). Tím se také stalo území protektorátu jedním z cílů agrární politiky NSDAP. Cílem nebylo jen hospodářské vykořisťování území protektorátu, ale cílená germanizace prostoru na základě osidlovací politiky prostřednictvím rolnictva – na pozadí kultu půdy (Blut und Boden) a vyživovacího hospodářství (doplněného rasovými teoriemi).

## Půdní politika SS a rasové předpoklady českého národa

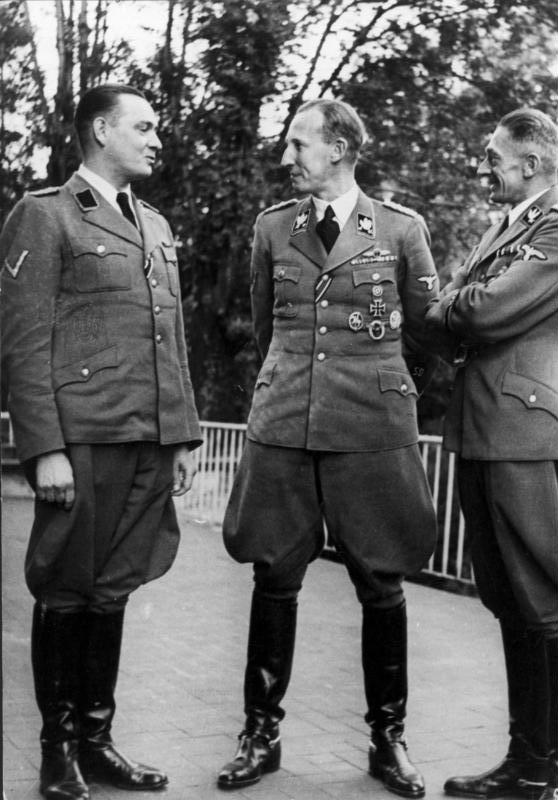
Heydrich (uprostřed) a K. H. Frank (napravo) v Praze

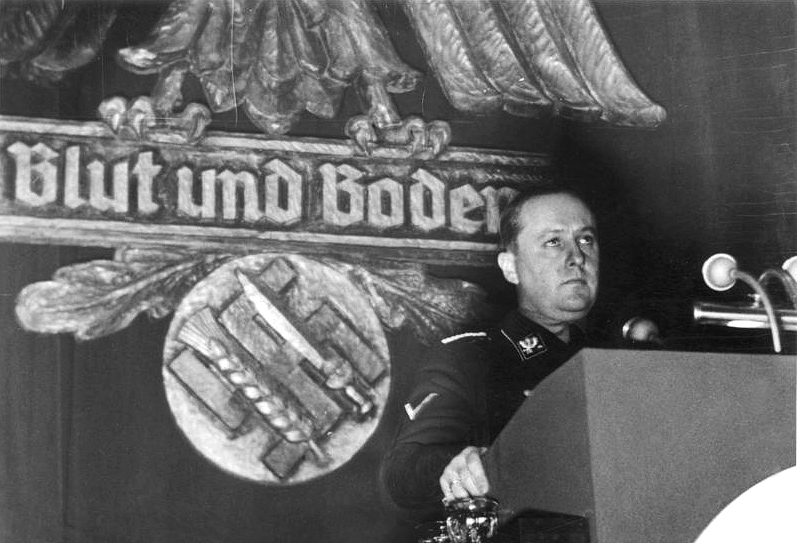
Walther Darré – Ministerstvo výživy

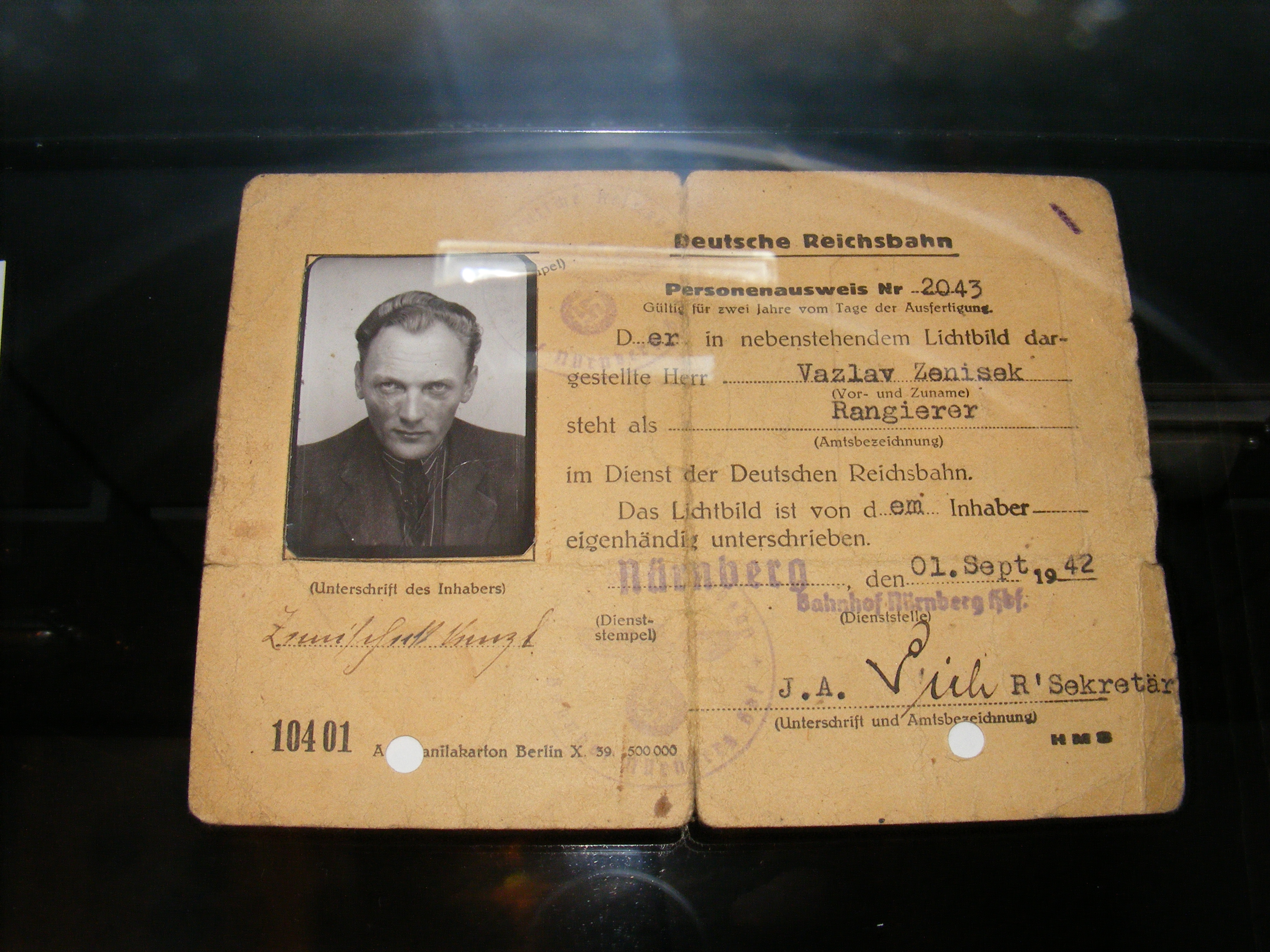
Pracovní průkaz zaměstnance Německých říšských drah v Norimberku

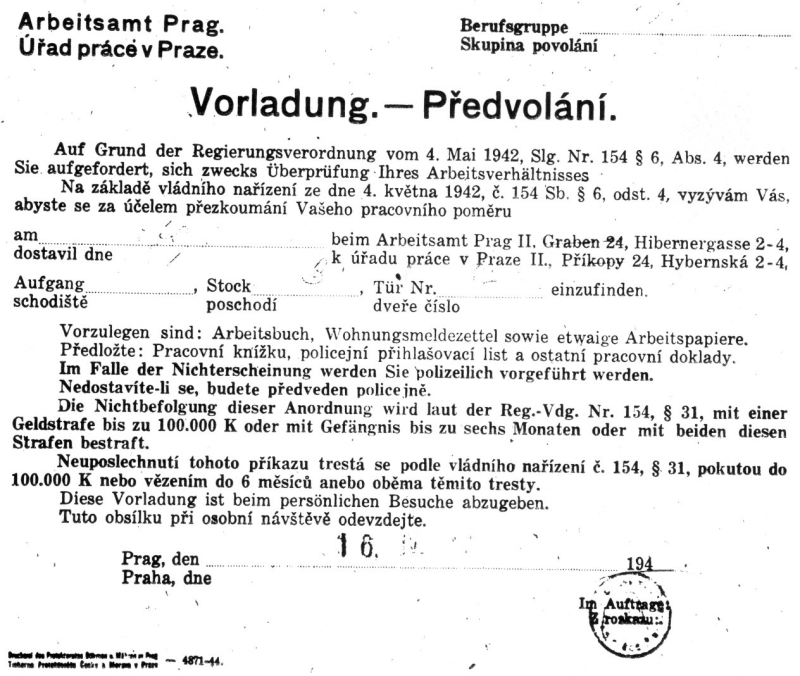
Předvolání na úřad práce

Karl Valentin Müller ve svém memorandu „Česko-německá otázka“ (Die tschechisch-deutsche Frage) zpracovaném ještě před mnichovskými událostmi nastínil poněmčení českých zemí. Tvrdil, že u velké části „nacionálně českého“ obyvatelstva koluje v žilách bohemizovaná německá krev, a ta že musí být zpětně germanizována. Ovšem Müller poukazoval na realizaci bez nátlaku, který by podle něho jen vyvolal národní odpor. Jednou z cest byl třeba sociální vzestup. Na své teorii dál pracoval a připravoval další studie pro NS aparát.
Na koncepci a provedení plánu germanizace se podíleli: Konstantin Freiherr von Neurath (říšský protektor v Protektorátu Čechy a Morava v letech 1939–1943) se svým aparátem, Richard Walther Darré (Ministerstvo výživy s jeho oddělením pro „Neubildung deutschen Bauernturms“) a Dr. Wilhelm Stuckart (Ministerstvo vnitra). Prostřednictvím Reinharda Heydricha (SS-Obergruppenführer, vedoucí hlavního říšského bezpečnostního úřadu (RSHA) a zastupující protektor v protektorátu), K. H. Franka (státní tajemník Úřadu říšského protektora, od srpna 1943 německý státní ministr pro Čechy a Moravu), Panckeho (RuSHA) a Curta von Gottberg (vedoucí rasového a osídlovacího úřadu RuSHA) se mohla zapojit do procesu i SS.
Německá osidlovací společnost byla řízena z ústředny RuSHA v Berlíně, jíž byly podřízeny jednotlivé pobočky. Pobočka Německé osidlovací společnosti v Protektorátu Čechy a Moravu vystupovala pod názvem Českomoravská zemědělská společnost. Počátky získávání půdy ve stylu Blut und Boden vedly k revizi československé pozemkové reformy, k „nápravě napáchaných křivd“ a k postupnému převedení veškerého půdního fondu v protektorátu do německých rukou. Obnovený úřad sloužil stejnému účelu jako předtím českému obyvatelstvu. Ostří nože se jen obrátilo. Osídlovací politika ležela v prvních měsících v rukou vedoucího pozemkového úřadu (Bodenamt für Böhmen und Mähren a Volksdeutsche Mittelstelle) Curta von Gottberg, který (podle vzoru v „Altreich“ Reichsverein für Volkspflege und Siedlerhilfe) zřídil Stiftung zur Förderung und Unterstützung von Siedlern in den Ländern Böhmen und Mähren. Nadace začala působit v protektorátu od 7. 8. 1939. Nejprve došlo k zabavení 16 000 ha židovské půdy a do konce roku ještě 40 000 ha v hodnotě 413 mil. českých korun. Za pomoci Nadace pro podporu osídlování pokračovalo zabavování katolické půdy o rozloze 32 000 ha a 145 488 ha státního lesa. Do konce války tak měla SS v rukou 500 000 ha půdy a lesa.
Po zřízení protektorátu se problémem české otázky zabýval také gen. Friderici. Jeho řešení byla spíše nahodilá.
„...S ohledem na podmínky v protektorátě, o nichž byla zmínka v úvodu, a v zájmu velkého cíle rozbití české vůdcovské vrstvy muselo by se počítat s přijetím českých živlů do velkoněmeckého prostoru jako s nutným zlem.

Příklady:
- povolání českých vědců na německé vysoké školy.
- Povolání českých hospodářských pracovníků do německých podniků.
- Přivedení techniků a odborných dělníků do Německa.
- Výměna lékařů.
- Převzetí českých studentů německými vysokými školami.
- Převzetí českých statkářů jako německých rolníků.
- Bylo by podle mého názoru také možné zaměstnávat bez nebezpečí zvlášť vybrané bývalé příslušníky česko-slovenské armády v německých soukromých podnicích (kromě zbrojního průmyslu).

Kdyby se tyto živly neosvědčily a kdyby se nepřeorientovaly, pak je přece beze všeho můžeme poslat zase domů. Při přizpůsobivosti Čechů lze však s určitostí očekávat, že většina z nich se jako jednotlivci ve velkém německém prostoru v krátké době přeorientuje, že bude hrda na svou vážnost a svůj příjem a že se bude už v příští generaci cítit jako Velkoněmci....“
Gen. Friderici, červenec 1939. Příloha dopisu zmocněnce branné moci u říšského protektora v Čechách a na Moravě, č. 22/40, 
Plán poněmčení českomoravského prostoru neměl být realizován ze dne na den. Dokonce sám A. Hitler ho odhadoval na 300 let. Češi měli být asimilováni nenápadně a nenásilně. Osobní tajemník K. H. Franka SS-Obersturmbannführer Gies například ve své zprávě veliteli bezpečnostní služby (Sicherheitsdienst) a veliteli bezpečnostní policie v protektorátu píše:
„… je nutno požadovat, aby se poněmčení dělo bez vnitřního konfliktu, bez zlomení osobnosti. Je proto vyloučen nátlak na změnu národnosti. Přijetí do německého národního společenství musí znamenat vyznamenání, které lze dosáhnout chováním a výkonem. Proto se hlavní plánovací práce mají omezit na to, aby vytvořily možnosti pro změnu národnosti (zejména vnější předpoklady a vnitřní přístupnost lidí) a v dalším je třeba nechat volně působit přirozené síly. Žádné přitahování násilím, pouze výběrové přijímání, výběrová volba. Dalo by se mluvit o »řízeném přirozeném výběru«...“
SS-Obersturmbannführer Gies, prosinec 1940, 

## Osídlování kontra vysídlení

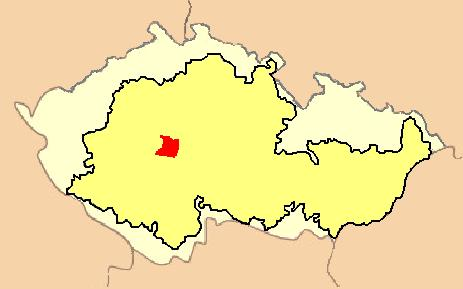
Výcvikový prostor jednotek SS

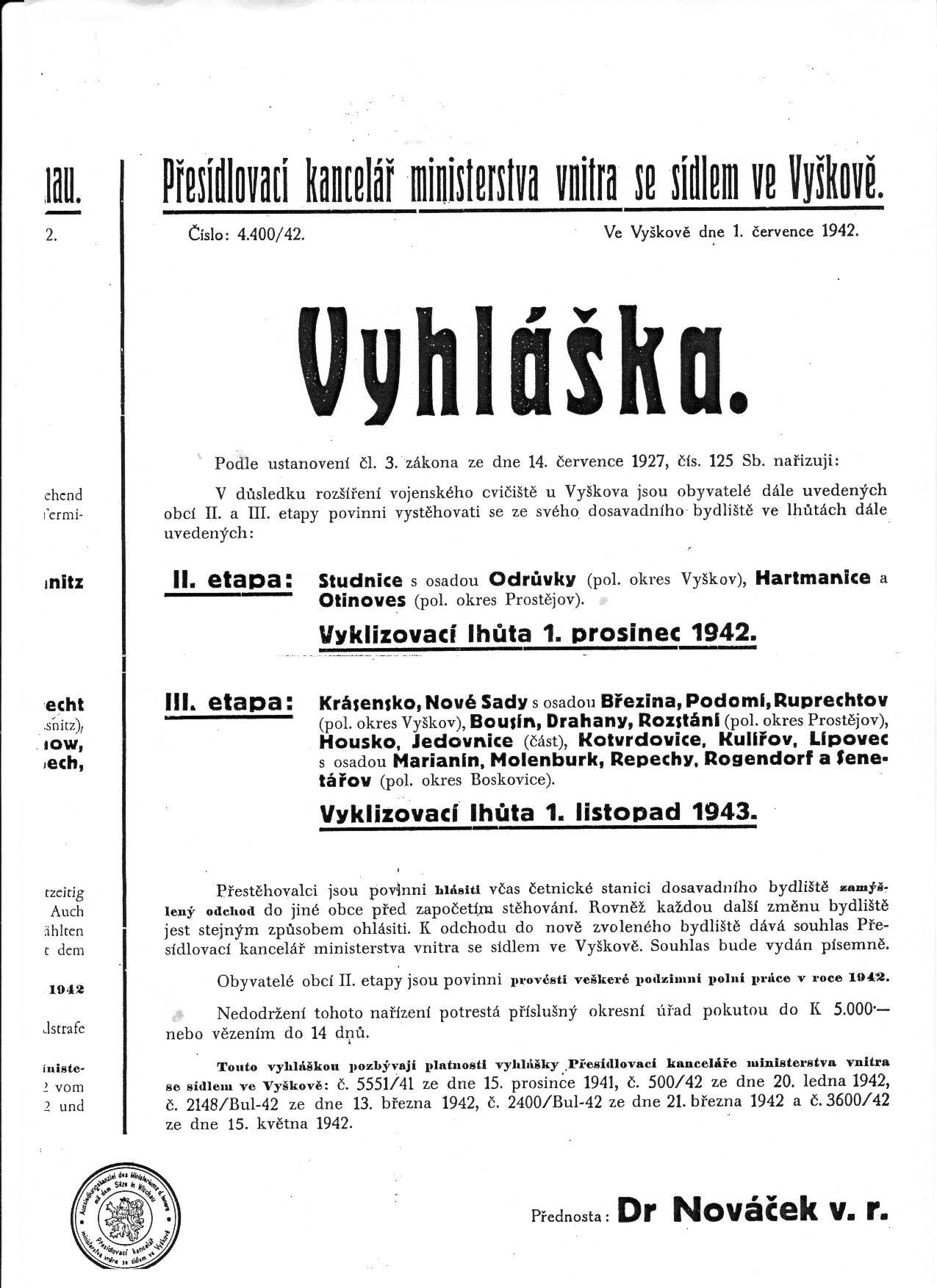
Vyhláška – násilné vystěhování Drahanské vrchoviny

Osídlovací a půdní politika Třetí říše na území protektorátu měla dva hlavní dlouhodobé cíle. Na jedné straně šlo o osídlení co největším počtem německého obyvatelstva a posílení existujících německých jazykových ostrovů, na druhé straně mělo být „neponěmčitelné“ české obyvatelstvo vysídleno a s obyvatelstvem pro „poněmčení vhodným“ se počítalo pro nasazení na práci ve „Staré říši“.
Zainteresovaní experti se nejprve zaměřili na německé obyvatelstvo kolem Jihlavy a Brna. V květnu 1939 plánoval SS-Obersturmbannführer Theo Henschel a velitel RuS-Verbindungsstelle v Praze zapojení RuSHA vedené německou osídlovací společností Deutsche Ansiedlungsgesellschaft (DAG) pro podchycení všech pozemků v jihlavském okrese pozůstávajících dosud v židovských rukou nebo v majetku českého státu. Proto zde vznikly dvě nové osídlovací společnosti – Gemeinnützige Siedlungsgesellschaft v Jihlavě a Gemeinnützige Siedlungsgesellschaft v Olomouci. Plány se však protáhly až do roku 1941, kdy byl poprvé židovský majetek nebo majetek českého státu předán 500 až 600 osídlencům z Besarábie do povinné správy. Až do počátku roku 1944 se však osídlování nehýbalo z místa – místo očekávaných 150 000 rodin etnických Němců se podařilo usídlit pouhých 6000 osob.
Vysídlování českého obyvatelstva bylo úspěšnější. Uvádí se počet asi 15 000 obyvatel, kteří v rámci zřizování tzv. vojenských prostorů přišli o majetek a s kterými bylo následně počítáno pro pracovní nasazení ve „Staré říši“. Přesídlení etnických Němců z Jižního Tyrolska následovalo až po opci z 1. 1. 1940 a mělo téměř mizivý úspěch. Curth von Gottberg ve zprávě říšskému protektorovi Neurathovi píše:
"...na základě provedených opatření pozemkového úřadu je uvolněno další množství rodin... Dovoluji si podotknout, že už nyní přichází v úvahu 50 000 obyvatel z oblasti Tábora a 13 000 rodin z Moravy. S ohledem na politickou situaci musí být také tito umístěni v Říši..."
Curth von Gottberg 14. 8. 1939, Kárný, Die Deutschen, s. 391–392
K. H. Frank předal Hitlerovi 28. 8. 1940 návrh, ve kterém líčí možnost na základě rasové rovnosti miliónů Čechů s Němci přivést “několik miliónů Čechů ke skutečné změně národnosti”. U dělnictva propagoval účast na sociálních vymoženostech Třetí říše, u rolnictva výhody agrární politiky a možnost využití dědičných statků, u buržoazie viděl cestu poněmčení ve zvýšeném společenském postavení a podpoře obchodu či řemesla, mládež se měla převychovat a měla jí být přiznána čest, stát se německými důstojníky atd. Frank neviděl „řešení české otázky“ v deklasování národa do národa služebného ani ve fyzické likvidaci většiny jeho příslušníků, jako tomu bylo u Židů, nýbrž „pouze“ v likvidaci „jeho českého národního a politického vědomí“ a navrácení češtiny nanejvýš do role „hovorové řeči (nářečí)“ s tím, že vymizí jako úřední řeč a každý postup mládeže bude ve školách podmíněn dokonalým zvládnutím němčiny (české školy měly být postupně zrušeny).
Nutno podotknout, že:
1. I tento návrh předpokládal vysídlení (či tzv. zvláštní zacházení – Sonderbehandlung) těch Čechů, kteří nesplňovali rasové nároky či byli jako inteligence nepřátelská k Říši.
2. K této variantě se Frank přiklonil jenom proto, že první z nabízených možností řešení, totiž totální vysídlení Čechů, se mu jevilo neproveditelné a nerozumné, neboť:
  1. nebyl k dispozici prostor, kam těchto 7,5 milionů Čechů umístit;
  2. nebyli k dispozici ihned němečtí dosídlenci, kteří by prostor zaplnili;
  3. „vysoce civilizovaná, hospodářsky a technicky vyspělá země v srdci Evropy nesnese, aby její funkce byla porušena, nesnese vakuum“;
  4. lidé jsou říšským kapitálem a v nové Říši nelze postrádat pracovní sílu 7 milionů Čechů;
  5. taková akce by mohla způsobit šok u jiných národů na jihovýchodě, což by bylo nejspíš nežádoucí.[19]

Otázka „deklasování národa“ tak byla pro Franka nejen neproveditelná, ale i bezpředmětná, neboť, jak ve svém materiálu sám poznamenává řešení české otázky a tím konečné pacifikace staletého českomoravského ohniska v Evropě lze dosáhnout navrženou cestou – tedy likvidací samotného češství, když už nebyla likvidace či odsunutí jeho nositelů z ekonomických důvodů výhodnou a z praktických důvodů v danou chvíli proveditelnou.

## Obrat v germanizaci protektorátního obyvatelstva 1941–1942

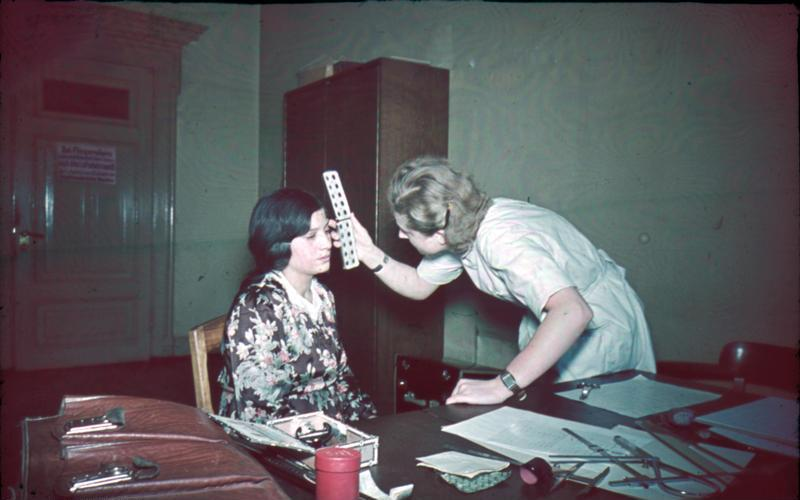
Určování barvy očí pro rasové účely

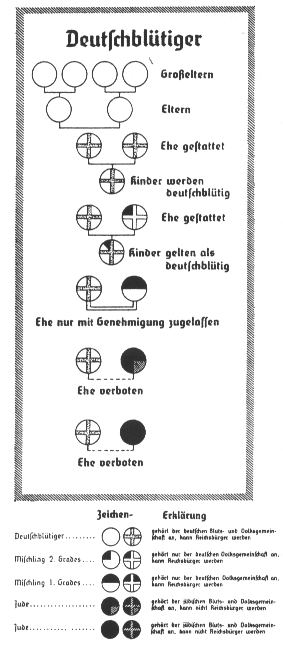
BlutSchutzgesetz – obrazová tabule

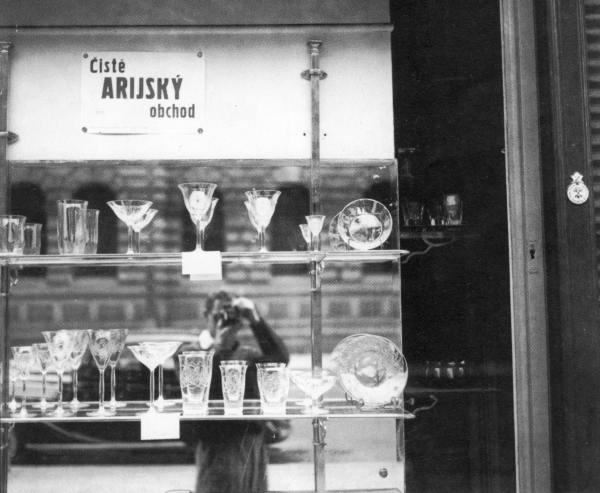
„Čistě arijský obchod“, rasová politika v běžném životě

Kennkarta pro Třetí říši

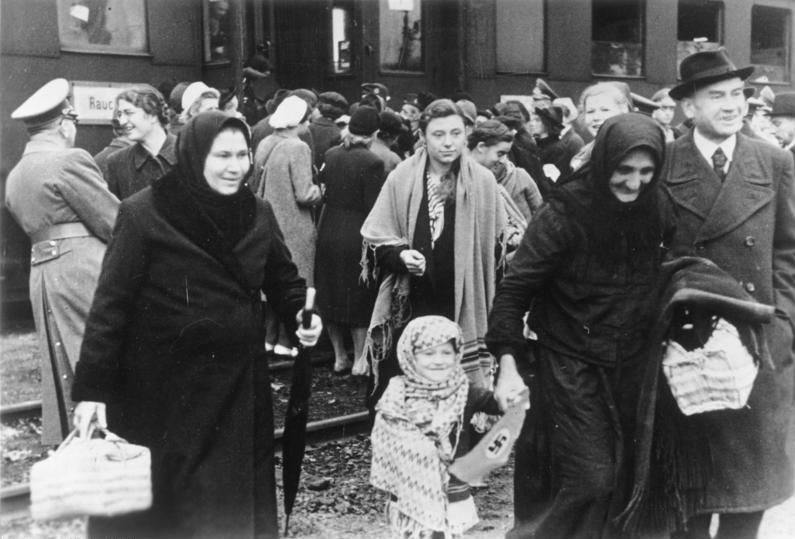
První „Volksdeutsche“ z Besarábie dorazili do České Lípy 3.10. 1940

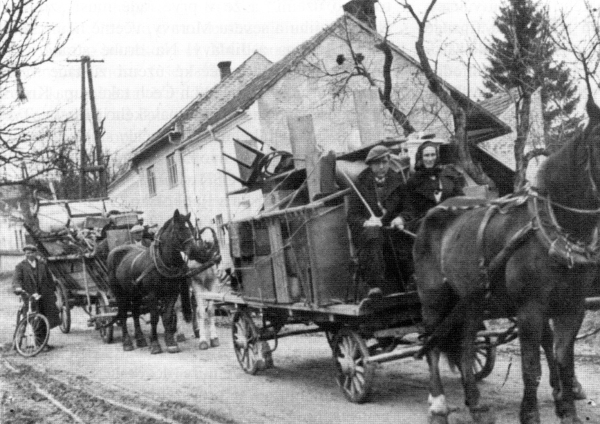
Obyvatelé Rychtářova opouštějí v březnu 1941 vesnici

Nesrovnalosti mezi Pozemkovým úřadem a protektorátní politikou se táhly od začátku a sám Neurath na ně poukazoval. Jisté je, že byl Gottberg po srdečním infarktu ze zdravotních důvodů odvolán a na jeho místo nastoupil Theodor Gross, který nastolil v osídlovací politice defenzivní kurs a výměnou úřednického aparátu na Pozemkovém úřadě značně oslabil vliv SS – potažmo RuSHA. To se nelíbilo jak Panckemu, Hofmannovi, tak i samotnému K. H. Frankovi. Nástupem Heydricha na podzim 1941 se karta pro SS obrátila. Heydrich Grosse vyměnil za Ferdinanda Fischera a nastolil rázná opatření. Mimo osídlovací politiky probíhal na území protektorátu i druhý důležitý projekt – rasové zdravotní prohlídky.
Heydrich v podstatě navázal na koncepci K. H. Franka a hned v září 1940 sdělil RuSHA, že musí dojít k rasovému průzkumu českého národa. To sdělil také Himmlerovi, který pověřil Hofmanna vypracováním dotazníku pro školní lékaře. Za tímto účelem byla také zřízena pobočka RuSHA v Praze, v jejímž čele stál Erwin Künzel. Ten okamžitě zapracoval na otevření dalších pobočných úřadů v Českých Budějovicích, Jihlavě a Brně, což byly hlavní jazykové německé ostrovy. Do konce roku 1941 fungovalo takových poboček RuSHA po celém protektorátu jedenáct a v čele každé stál minimálně jeden příslušník SS s několika spolupracovníky z RuSHA. Künzel onemocněl tuberkulózou a na jeho postu jej vystřídal Johannes Preuß.
Heydrich pověřil Hlavní rasový a osídlovací úřad RuSHA sestavením přehledu o rasových poměrech na českomoravském území. V této zprávě úřadu RuSHA bylo označeno 45 procent českého obyvatelstva jako náležejícího převážně k „nordische, dinarische oder westische“ rase. Z rasových zkoušek, které nařídil Heydrich pod záminkou prevence mládeže proti tuberkulóze, tedy jasně vyplynulo, že Češi jsou v průměru nordičtější než sudetští Němci, východní Prusové a část Rakušanů a Bavorů. Výsledky byly utajeny. Zrovna tak se o „rasovou čistotu“ českého národa zajímal Frank. Müller, sociolog a socioantropolog, mu potvrdil, že více než polovina českého národa je „německé krve”. Rasově hodnotné obyvatelstvo a vhodné ke germanizaci bylo takové, u kterého „slawische Rassenmerkmale” nepřevažovaly.
Proto se zastupující protektor Heydrich rozhodl rozšířit projekt rasového průzkumu – plošných školních zdravotních prohlídek ve školním roce 1941/42 – o vydávání osobních průkazů tzv. Kennkart, pro které se zavedlo další dotazníkové šetření a projekt s rentgenovým snímkováním. Tím měla být ještě dodatečně proseta další část českého obyvatelstva. Protektorátní i říšští politici se stále o germanizaci českého národa vyjadřovali dosti vágně, Heydrich začal být konkrétní.
Po nástupu do funkce říšského protektora přednesl Reinhard Heydrich v Černínském paláci projev, ve kterém mimo jiné potvrdil již dříve plánované zásady germanizačního prostoru a v roce 1942 přednesl své představy o dalším postupu germanizace českomoravského území: 1. kategorie „dobře smýšlejících Čechů dobré rasy“, která měla být poněmčena (a tím zrovnoprávněna s Němci), 2. kategorie „dobře smýšlejících Čechů špatné rasy“ měla být taktéž poněmčena (tedy také zrovnoprávněna s Němci, vznikal u ní pouze problém, jak to udělat, aby neměli potomky), u 3. kategorie „špatně smýšlejících Čechů dobré rasy“ se měl provést nejprve pokus o poněmčení (a teprve pokud by se tato snaha míjela účinkem, vyslovil Heydrich výraz „postavit ke zdi“) a nakonec 4. kategorie „špatně smýšlejících Čechů špatné rasy“ se měla poklidnou cestou přesídlit „zřejmě“ k Ledovému moři, aby zde zastávala „výsostné postavení mezi tamními národy“.
Tyto ideje se v podstatě kryly s Hitlerovými a navazovaly tak na plán Generalplan Ost. Hlavní úřad „Reichskommissariat für die Festigung deutschen Volkstums“ RKF nastolil 28. května 1942 v tomto plánu nový kurs a vyslovil se pro nucenou práci a decimaci nevhodného obyvatelstva hned na místě. Českému „z rasových důvodů nevhodnému obyvatelstvu“ byla přisouzena role dozorců, kteří by zde vytvářeli tzv. střední vrstvu. K tomu nedošlo. Válečná situace a tedy hospodářské zázemí protektorátu i s pracovní silou českého obyvatelstva přímo znemožňovaly razantní germanizační postup.

## Pozemkový úřad a Českomoravská zemědělská společnost
Nařízením protektorátní vlády z 24. dubna 1942 byla obnovena činnost pozemkového úřadu. V roli ústředního úřadu mu příslušelo vydávat právní a správní předpisy, zrovna tak jako předsedovi vlády a vedoucímu pozemkového úřadu, ale také pod něj spadala správa státních lesů a statků. Rozpočet schvaloval říšský protektor. Kontrolou a přezkoumáním rozpočtu se zabývalo ústředí pozemkového úřadu (i podřízených složek) v Postupimi (Rechnungshof des Deutschen Reiches in Postdam). Germanizační proces probíhal pod taktovkou pozemkového úřadu ve dvou rovinách – uvalením vnucených správ a budováním vojenských cvičišť. Ať už šlo o vojenský prostor, nebo dosazení správy, vždy bylo zapotřebí prostřednictví pozemkového úřadu. Ten převedl majetek buď wehrmachtu, nebo podnikům s válečnou výrobou, nebo svěřil do vnucené správy. Českomoravská zemědělská společnost (Böhmisch –Mährische Landgesellschaft), která byla prodlouženou rukou Německé osídlovací společnosti (DAG) a říšského komisaře pro upevňování a posilování německého národa (Reichskomissar für die Festigung des deutschen Volkstume) pak disponovala půdou a lesy.
Podle zákona č. 25 z roku 1935 o vyvlastnění nemovitého majetku k účelům obrany státu pozemkový úřad vyvlastnil majetky a půdu pro vojenská cvičiště zřízená Československem v prostoru Vyškov, Brdy a Milovice.  Tyto prostory byly v následujících etapách rozšířeny o desítky dalších obcí. Na Benešovsku, Sedlčansku a Neveklovsku jednotky SS vybudovaly nový vojenský prostor. Uvalení vnucených správ probíhalo podle vládního nařízení č. 87 ze dne 21. března 1939 o správě hospodářských podniků a dozoru nad nimi. Toto nařízení pozemkovému úřadu umožnilo (ministerstvu, do jehož příslušnosti podnik spadal) dosadit do podniku důvěrníka či vnuceného správce. Pozemkový úřad využíval i § 14 náhradového zákona: „Je-li místní potřeba půdy naléhavá a nestačí-li pozemky zabrané, anebo žádá-li toho obecné blaho, může pozemkovým vyvlastnit půdu i pod meze stanovené“.
Vnucená správa postihovala veškerý židovský majetek a pozemky a budovy vězněných a odsouzených lidí. Vnuceného správce dosazoval pozemkový úřad (před jeho zřízením 9. odbor ministerstva zemědělství). Ten mohl majetek, bez vědomí původního vlastníka, ale se souhlasem pozemkového úřadu, prodat nebo propachtovat. Takto získaný majetek patřil většinou Němcům nebo přímo Třetí říši. Himmlerem kontrolovaná organizace Volksdeutsche Mittelstelle (centrála pro zabezpečení etnických Němců) se postarala o tzv. Volksdeutsche. Během období protektorátu byla vnucená správa uvalena v 1316 obcích na přibližně 6000 zemědělských a lesních podniků o celkové rozloze asi 150 000 hektarů zemědělské půdy a 200 000 hektarů lesní půdy.
Další prostory vznikly v okolí Českých Budějovic, Olomouce a v okolí Brna. Zemědělská kolonizace se dostala do střetu se zásobováním Třetí říše, ale i představami protektorátní vlády. Od druhé poloviny roku 1941 došlo také k velkým omezením a zákazu většiny stavebních prací, takže bylo možné do zabraných lokalit usadit jen několika německých rodin.

## Indoktrinace a germanizace české mládeže
Významnou součástí projektu řešení české otázky byla indoktrinace české mládeže, která měla být germanizována pro potřeby nacistické říše. Jako významný nástroj sloužily po celou dobu okupace dobová média – rozhlasové pořady, časopisy a knihy určené dětem a mládeži. Některé dřívější časopisy přestaly vycházet. Jiné – např. Mladý hlasatel, Kulíšek, Rozhlas mladých a další – musely ještě před ukončením vydávání pravidelně otiskovat množství nacistické propagandy. Od roku 1943 byla ve značném nákladu vydávána románová Knihovna pro mládež, popularizující příběhy německých vojáků na západní i východní frontě.
Postupně se formovala také organizace mimoškolní činnosti mládeže. V roce 1940 byl úředně rozpuštěn Junák, největší česká skautská organizace. V roce 1941 byl rozpuštěn Sokol. Následujícího roku byla založena masová mimoškolní organizace Kuratorium pro výchovu mládeže v Čechách a na Moravě. Česká mládež ve věku od 10 do 18 let, pro kterou byla účast na každotýdenních akcích mládeže povinná, byla zde formována v intencích nacionálně-socialistických idejí. Kuratorium oficiálně zahájilo činnost 13. března 1943. Odhaduje se, že do povinných akcí byla zapojena asi polovina českých chlapců a děvčat narozených mezi roky 1925 a 1935.

## Bilance
V Protektorátě Čechy a Morava se poprvé objevila otázka vystěhování obyvatelstva ve velkém měřítku a zároveň následného dosídlení prostoru tzv. Volksdeutschen a to na základě hospodářského, politického a rasového měřítka. Na práci do Německa mělo být vysláno kolem 400 000 Čechů, mezi nimi by se nacházely desetitisíce Čechů, kteří by byli násilně připraveni o statky a majetek v rámci osídlovací politiky nebo zřizování vojenských prostorů. Rasovou prohlídkou pro potřeby možného poněmčení prošlo 25 000 až 30 000 českých obyvatel z Protektorátu Čech a Moravy a dalších 32 000 ze Sudet.
„...Pro období po konečném vítězství plánoval nacionálně socialistický režim germanizaci celých Čech a Moravy. Češi „dobré rasy a dobré vůle“ měli být germanizováni, jiní deportováni, sterilizováni nebo zavražděni. Tyto plány by v případě své realizace naprosto naplnily skutek genocidy ve smyslu konvence OSN z prosince 1948. Nebyly však realizovány, a to ani částečně...“
Konrad Badenheuer, „Die Sudetendeutschen – Eine Volksgruppe in Europa“ 
Norimberský proces se zabýval hlavně válečnými zločiny. VIII. norimberský proces se týkal zločinů v anektovaných oblastech a vyhánění obyvatelstva. Všechny tři SS úřady – RuSHA, RKF (Stabshauptamt des Reichskommissars für die Festigung deutschen Volkstums) a VoMi (Volksdeutsche Mittelstelle), popřípadě jejich vedoucí, byly odsouzeny. Právě RuSHA byla v době Třetí říše zodpovědná za rasové průzkumy, povolování manželství na základě rasové příslušnosti, za vyřizování občanství tzv. Volksdeutschen a rasovou selekci „eindeutschungsfähigen“ osob bez německého občanství.